# 何述
何述（15世紀—15世紀），字宗道，廣東廣州府新會縣龍塘人，明朝政治人物。

## 生平
何述是天順六年（1462年）壬午科廣東鄉試第二名舉人，授容縣教諭，陞柳州府、福州府教授，均造士有方受推重，任江西鄉試同考官時遇上有人以重金求考上舉人，他嚴厲地責備對方：「天地鬼神可欺瞞嗎？」辭官後在山旁建屋與士子講學，友人陳獻章來訪，曾稱他「蘇公渡口雲連海，宗道廬前雨滿山」，以「斯文」匾額其堂，到他去世，陳獻章寫下文章祭祀他。

## 引用
1. 1 2  道光《新會縣志·卷八·人物上》：何述，字宗道，龍塘人 今隸開平，少穎悟有志正學，以名節自勵，天順六年鄉薦第二人，厯容縣教諭，柳州、福建【福州】教授，造就有方，士類德之，聘分考江西，有以重金求入彀者，述正色斥之曰：「天地鬼神其可欺乎？」及歸構室山旁，日進諸士講學不輟，與陳獻章友善，獻章過訪，有「蘇公渡口雲連海，宗道廬前雨滿山」之句，扁其堂曰「斯文」，卒之日獻章為文祭之。 王志